# Liam McIntyre
Liam James McIntyre (Adelaida, 8 de febrer de 1982) és un actor australià, principalment conegut per interpretar el paper principal a les temporades de la sèrie de televisió de Starz Spartacus titulades Vengeance i War of the Damned i com Mark Mardon / Weather Wizard a The Flash. També ha donat veu a JD Fenix a la sèrie Gears of War, Captain Boomerang als Univers de les pel·lícules d'animació de DC Comics, Commander Pyre a Star Wars Resistance i Taron Malicos al videojoc Star Wars Jedi: Fallen Order. El 2016, va col·laborar amb Smosh Games per promocionar el seu joc de cartes Monster Lab. El 2020, es va associar amb el coprotagonista d'Spartacus, Todd Lasance, per crear la sèrie de jocs Get Good per al canal de YouTube Retro Replay després d'una transmissió en directe a benefici de Black Summer.

## Carrera

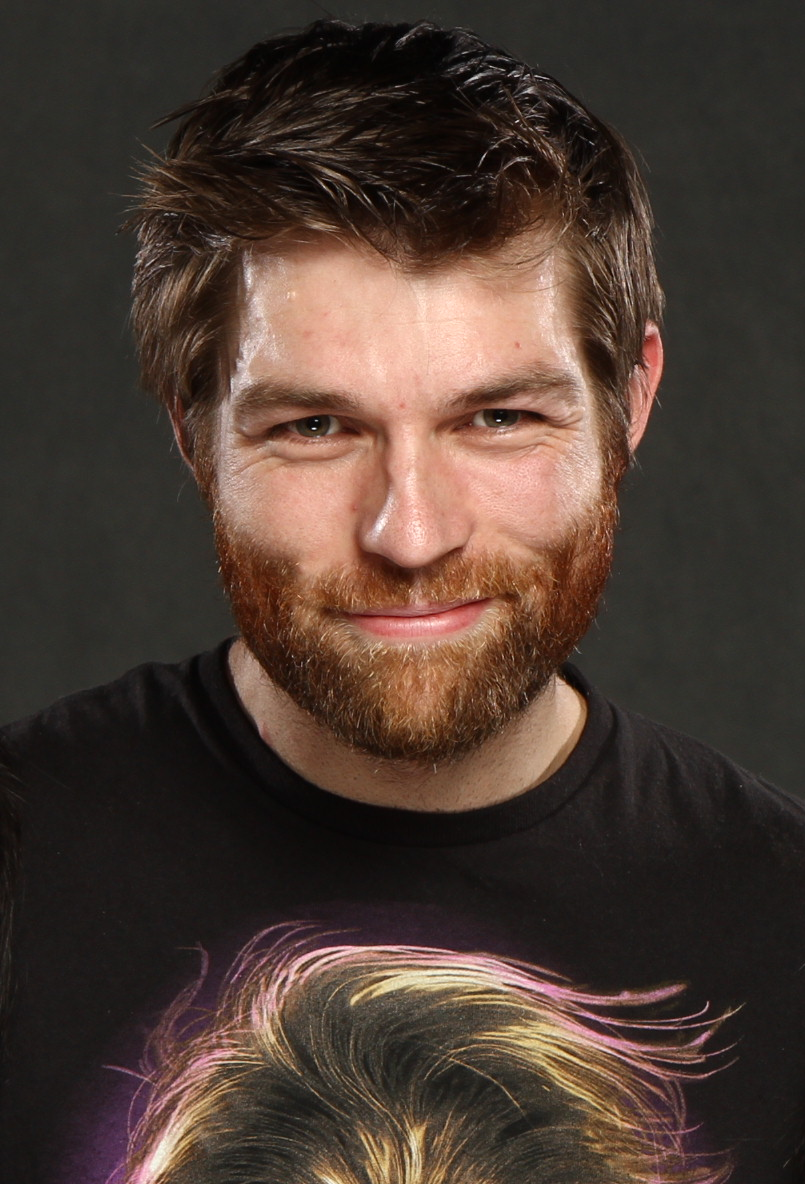
McIntyre a la Florida Supercon 2014

McIntyre va començar la seva carrera apareixent principalment en curtmetratges, abans de fer papers com a convidat a les sèries de televisió australiana Rush i Veïns. Va fer el seu debut a la televisió nord-americana a la minisèrie de HBO The Pacific. Després del diagnòstic de l'actor Andy Whitfield i la seva mort per limfoma no hodgkinià, McIntyre el succeiria en el paper principal d'Spartacus durant la resta de la sèrie. Va debutar al cinema al costat de Kellan Lutz a Hèrcules: L'oriden de la llegenda, en el paper de Sotiris. El 4 de maig de 2014, va protagonitzar el thriller de Channel 7 The Killing Field. De 2015 a 2016, va completar The Dream Children i Albion: The Enchanted Stallion, ambdues pel·lícules independents com Luke Delaney i Erémon. El 2015, també va protagonitzar Unveiled, un pilot no venut, i va interpretar el malvat recurrent, Weather Wizard (Mag del Temps) a The Flash.
El 2016, McIntyre va interpretar el personatge principal JD Fenix al videojoc, Gears of War 4. El gener de 2017, va aparèixer com Jason Andrews a Apple of My Eye. Va interpretar a Girth Hemsworth, un germà fictici de Hemsworth a la sèrie web Con Man i més tard va ser escollit per a Security, una pel·lícula de thriller d'acció protagonitzada per Antonio Banderas i Ben Kingsley. Va filmar un pilot per a SyFy, titulat The Haunted el gener de 2017, però no va rebre una comanda per a sèrie completa. Va protagonitzar el drama mèdic australià Pulse a ABC TV.

## Vida personal
McIntyre va néixer a Adelaide, Austràlia. El 2010, va començar a sortir amb l'actriu i cantant Erin Hasan, l'estrella de les produccions originals de Melbourne i Sydney del musical Wicked com a acompanyant de Glinda the Good Witch. Es van prometre el desembre de 2012 i es van casar el 5 de gener de 2014.

## Filmografia

### Pel·lícula
| Any  | Títol                              | Paper                                              | Notes           |
| ---- | ---------------------------------- | -------------------------------------------------- | --------------- |
| 2014 | Hèrcules: L'origen de la llegenda  | Sotiris                                            |                 |
| 2017 | Security                           | Vance                                              |                 |
| 2018 | Suicide Squad: Hell to Pay         | George "Digger" Harkness / Captain Boomerang (veu) | Directe a vídeo |
| 2019 | See You Soon                       | Ryan Hawkes                                        |                 |
| 2020 | Justice League Dark: Apokolips War | George "Digger" Harkness / Captain Boomerang (veu) | Directe a vídeo |
| 2021 | Justice Society: World War II      | Aquaman (veu)                                      | Directe a vídeo |
| 2021 | This Litte Love of Mine            | Xip                                                | Netflix         |

### Televisió
| Any     | Títol                | Paper                                    | Notes                   |
| ------- | -------------------- | ---------------------------------------- | ----------------------- |
| 2010    | The Pacific          | Lew                                      | Episodi: "Iwo Jima"     |
| 2010    | Veïns                | Bradley Hewson                           | 1 episodi               |
| 2010    | Rush                 | El sergent Matt Connor                   | 2 episodis              |
| 2012–13 | Spartacus            | Espàrtac                                 | 20 episodis             |
| 2014    | The Killing Field    | El detectiu superior Dan Wild            | Pel·lícula de televisió |
| 2015–18 | The Flash            | Mark Mardon / Weather Wizard             | 5 episodis              |
| 2016    | The Wizards of Aus   | Bronlo the Slayer                        | 2 episodis              |
| 2017    | Pulse                | Eli Nader                                | 8 episodis              |
| 2018-20 | Star Wars Resistance | Comander Pyre, Snarl, Pirate nº 1 (veus) | 23 episodis             |
| 2020    | Family Guy           | Diverses Veus                            | 4 episodis              |
| 2021    | Them                 | Clarke Wendell                           | 10 episodis             |

### Videojocs
| Any  | Títol                        | Paper                                                                      |
| ---- | ---------------------------- | -------------------------------------------------------------------------- |
| 2010 | Star Trek Online             | Capt. Anton Schaefer, Subcommander Kail, Chancellor J'mpok, Kahless (Clon) |
| 2016 | Gears of War 4               | JD Fenix                                                                   |
| 2019 | Gears 5                      | JD Fenix                                                                   |
| 2019 | Star Wars Jedi: Fallen Order | Taron Malicos                                                              |

### Sèrie web
| Any     | Títol   | Paper           | Notes      |
| ------- | ------- | --------------- | ---------- |
| 2016–17 | Con Man | Girth Hemsworth | 3 episodis |